# 困惑
| ウィキペディアには「困惑」という見出しの百科事典記事はありません（タイトルに「困惑」を含むページの一覧/「困惑」で始まるページの一覧）。 代わりにウィクショナリーのページ「困惑」が役に立つかもしれません。 |